# Aleksandr Gontcharov
Aleksandr Ivanovitch Gontcharov (en russe : Александр Иванович Гончаров) est un joueur russe de volley-ball né le 25 février 1995. Il mesure 2,00 m et joue réceptionneur-attaquant. Il totalise 8 sélections en équipe de Russie.

## Clubs
| Club                    | De        | À   |
| ----------------------- | --------- | --- |
| Gazprom-Iourga Sourgout | 2012-2013 | ... |

## Palmarès
- Championnat du monde des moins de 21 ans (1)
  - Vainqueur : 2013
- Championnat du monde des moins de 19 ans (1)
  - Vainqueur : 2013